# 亚伊拉达厄

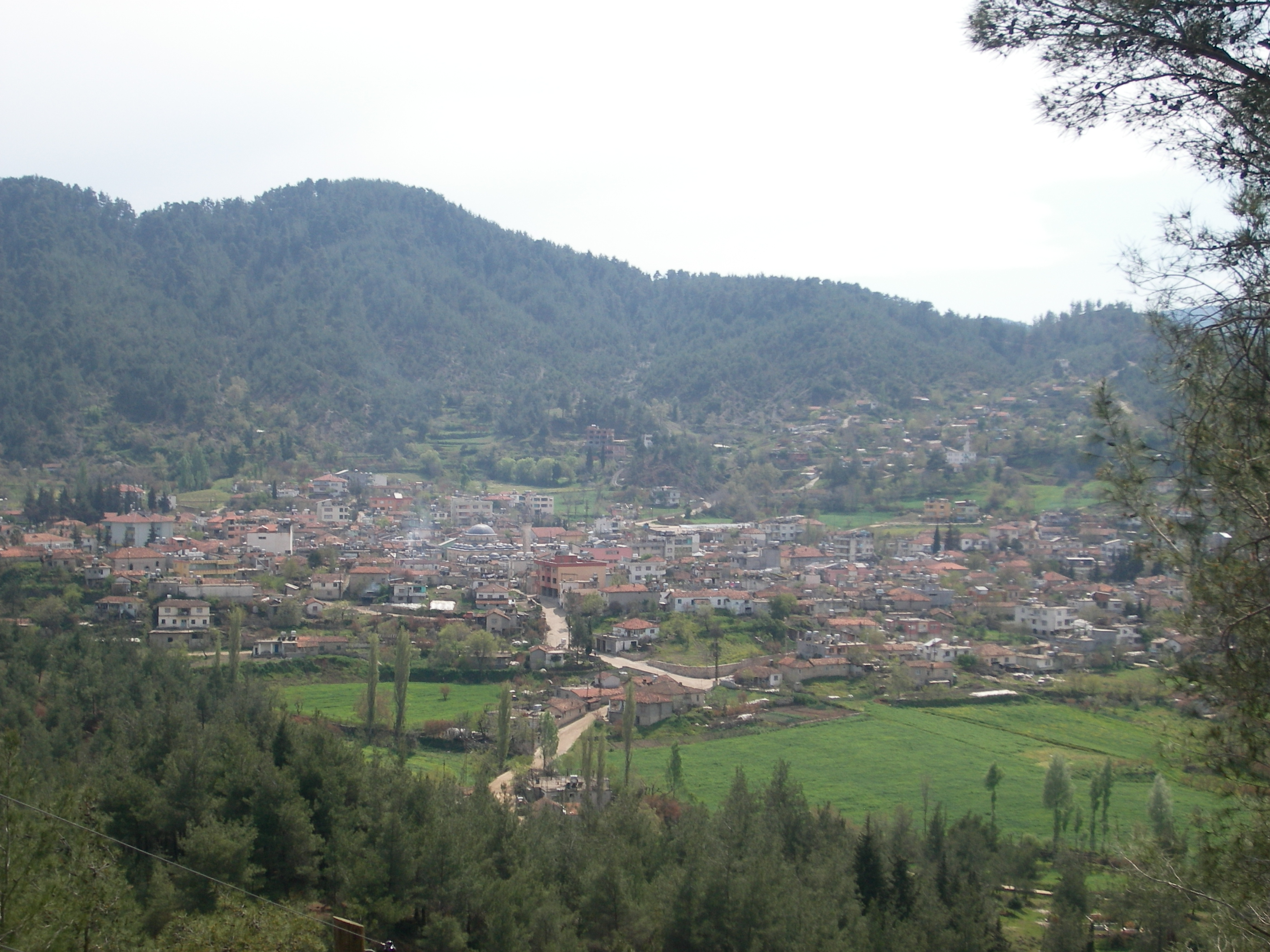
亚伊拉达厄

亚伊拉达厄是土耳其哈塔伊省的一个縣， 面积为445平方公里 ，人口为36,803人（2022 年）。 它靠近土耳其與叙利亚的边境。當地屬於地中海气候，夏季炎热干燥，冬季温暖潮湿。